# Монтегротто-Терме
Монтегротто-Терме, Монтеґротто-Терме (італ. Montegrotto Terme, вен. Montegroto Terme) — муніципалітет в Італії, у регіоні Венето, провінція Падуя.
Монтегротто-Терме розташоване на відстані близько 390 км на північ від Рима, 45 км на захід від Венеції, 11 км на південний захід від Падуї.
Населення — 11 259 осіб (2014).
Щорічний фестиваль відбувається 29 червня. Покровитель — святий Петро apostolo.

## Демографія
Населення за роками:

Станом на 1 січня 2023 року в муніципалітеті офіційно проживало 1012 іноземців з 54 країн, серед них 371 громадянин країн Євросоюзу та 47 громадян України.

## Сусідні муніципалітети
- Абано-Терме
- Батталья-Терме
- Дуе-Карраре
- Гальциньяно-Терме
- Торрелья